# Il Convitto Armonico
Il Convitto Armonico è un coro polifonico con sede alla Spezia diretto da Stefano Buschini.

## Storia
Il Convitto Armonico è un gruppo vocale operante nel campo della musica antica; è composto da cantori formatisi nei migliori conservatori italiani, in possesso di significative esperienze vocali e musicali maturate in qualità di solisti o di membri di gruppi vocali e strumentali di musica antica.
Fondato nel 1990 dai suoi attuali direttori, Stefano Buschini (direttore musicale) e Marco Montanelli (direttore artistico), il coro canta prevalentemente a cappella, ma non esclude esperienze di musica concertata o con orchestra (Gloria e Magnificat di Vivaldi nel 2000, Messe de Minuit di Charpentier nel 2004 con l'Orchestra barocca G.B. Tiepolo del Friuli-Venezia Giulia).
Nel corso degli anni, il gruppo ha partecipato a corsi e masterclass tenuti da Marco Berrini, Giovanni Acciai, Stephen Woodbury e più recentemente da Patrizia Vaccari, The King's singers
e The Hilliard Ensemble.
Il Convitto collabora, quale coro laboratorio esterno nei corsi di musica corale e direzione di coro, con il Conservatorio "G. Puccini" della Spezia.
ll coro ha svolto attività concertistica in tutto il Paese ed all'estero, cantando ai più prestigiosi festival corali e nelle stagioni di musica antica.

## Tournée
Il Convitto ha vinto cinque concorsi corali nazionali e altri premi speciali, tra cui il Gran Premio "Efrem Casagrande" di Vittorio Veneto nel 1998 (premio riservato a vincitori di precedenti concorsi corali nazionali) ed il 5º Concorso Nazionale Corale “Città di Zagarolo” (Roma) nel giugno 2006. Nel 2008 ha partecipato - unico coro italiano - al Festival International Choral de Neuchatel (Svizzera); ha svolto una tournée in Gran Bretagna, cantando nelle città universitarie di Oxford e Cambridge; ha cantato all'Autunno Musicale di Como ed al festival "Il canto delle pietre".
Nel febbraio 2009 il Convitto Armonico ha aperto la stagione musicale del Museo dell'Ermitage di San Pietroburgo (Russia), tenendo un concerto nella Grande Sala Italiana.

## Discografia
Nel 2003 ha pubblicato per la casa discografica Tactus un compact disc con musiche di Marc'Antonio Ingegneri per la Settimana Santa (Feria Quinta in Coena Domini ad Matutinum), accolto entusiasticamente dalla critica italiana (5 stelle - eccezionale - di "Musica", 4 stelle di "Amadeus") e straniera ("Early Music Review" - Londra, ConcertZender - Radio Olandese satellitare); nel 2004 è uscita la seconda edizione del cd.
Sempre per  Tactus nel luglio 2008 è stato pubblicato un compact disc con musiche di Tomás Luis de Victoria (Messa "O quam gloriosum", mottetti e inni, alcuni in prima registrazione mondiale); il cd ha ricevuto ampi riconoscimenti dalla critica (4 stelle - ottimo - di "Musica").